# Øistein Schirmer
Øistein Schirmer (Fredrikstad, 11 aprile 1879 – Larvik, 24 maggio 1947) è stato un ginnasta norvegese.

## Palmarès

### Olimpiadi
- 1 medaglia:
  - 1 oro (Stoccolma 1912 nel concorso libero a squadre)